# هاولی ۸۷۱۰
سیارک ۸۷۱۰ (به انگلیسی: 8710 Hawley، نامگذاری:1994JK9) هشت هزار و هفتصد و دهمین سیارک کشف شده‌است که در ۱۵ مه ۱۹۹۴ کشف شد.
قدر مطلق سیارک برابر ۱۳٫۹۰ است.